# Biserbach (Osterbach)
Der Biserbach ist ein kleiner Bach in Waldkirchen im niederbayerischen Landkreis Freyung-Grafenau und rechter Zufluss des Osterbachs.

## Geographie

### Verlauf
Der Biserbach ist knapp 2,3 km lang. Die Quelle befindet sich in einem Wald an der Südwestflanke des Berges Rinnenbühl. Der Bach entspringt außerhalb des Waldkirchener Ortsteiles Großwies und mündet in den Osterbach.
Der Wasserlauf folgt zunächst einer südwestlichen Richtung, unterquert in Großwies die Kreisstraße 1 in einer Höhe von knapp unter 581 m ü. NN und tritt nach einem etwa neunzig Meter langen Rohrabschnitt in eine Wiesen- und Ackerlandschaft über. Er schwenkt auf eine südlichere Fließrichtung ein und fließt in einem leichten Zickzackkurs auf Wotzmannsreut zu. Er durchquert die Siedlung in einem weniger dicht besiedelten Bereich, unterquert die Staatsstraße 2132, bevor er nach etwa weiteren 200 m Länge in den Osterbach mündet (⊙).

### Zuflüsse
Auf der amtlichen Karte sind lediglich drei kurze Zuflüsse verzeichnet, die allesamt namenlos sind. Der längste Zufluss ist etwa 150 Meter lang und mündet am Nordostrand der Wotzmannsreuter Wohnbebauung von links und Nordosten.

## Hochwasserschutz
Der Biserbach dient auch für Wotzmannsreut Nordost als Vorfluter. Er grenzt Wotzmannsreut im Osten gegen das Neubaugebiet Wotzmannsreut Nordost ab und wird in diesem Gebiet als wassersensibler Bereich von der Stadt Waldkirchen angesehen.